# Chór (architektura)
Chór – pojęcie z dziedziny architektury oznaczające:
- rodzaj galerii w kościele, tzw. empora, najczęściej nad wejściem, przeznaczona na organy i dla zespołu śpiewaczego[1]
- synonim słowa „prezbiterium”[1], chór kapłański.
- rodzaj umieszczonego w dużych salach (np. pałacowych) balkonu lub galeryjki, przeznaczonych głównie dla orkiestry[1].